# Stora Vådholmen
Stora Vådholmen är en ö i Finland. Den ligger i Finska viken och i kommunen Lovisa i den ekonomiska regionen  Lovisa i landskapet Nyland, i den södra delen av landet. Ön ligger omkring 83 kilometer öster om Helsingfors.
Öns area är 11 hektar och dess största längd är 470 meter i sydväst-nordöstlig riktning.